# Esplanade Laurier

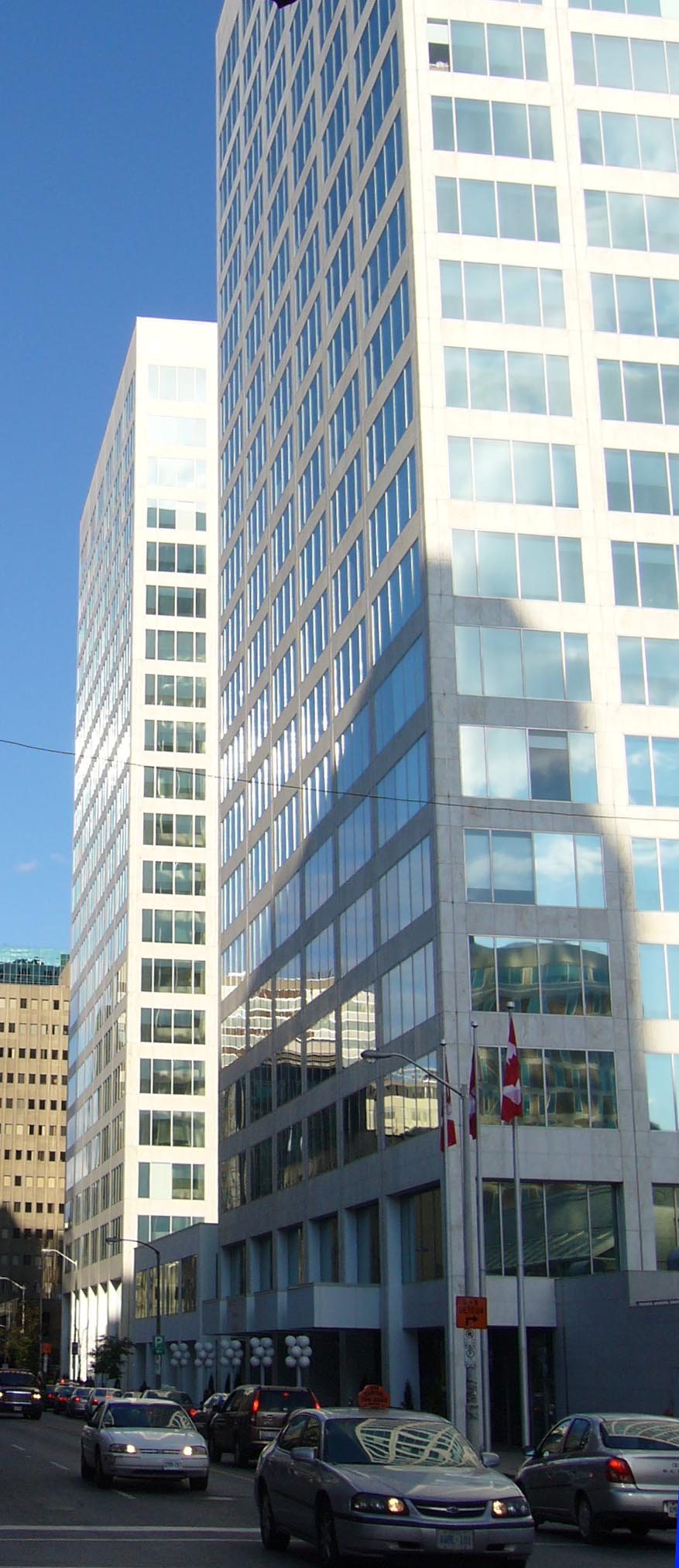
Vue de l'esplanade Laurier depuis la rue Bank et l'avenue Laurier.

L'Esplanade Laurier est une tour à bureaux situé au centre-ville d'Ottawa (Ontario, Canada). Le complexe est situé sur une importante rue d'Ottawa, l'avenue Laurier entre la rue Bank et la rue O'Connor.

## Architecture
L'esplanade Laurier est composée de deux tours de 23 étages, d'un stationnement souterrain de trois étages et d'un podium contenant un centre commercial de deux étages.
La structure entière est vêtue de marbre de Carrare blanc, contrastant clairement avec les autres tours à bureaux de la ville. À 88 mètres de haut, les tours sont respectivement les neuvième et dixième plus hauts édifices de la ville.
Les deux niveaux inférieurs des bâtiments s'étendent sur tout le pâté de maisons et abritent un petit centre commercial.

## Histoire
Le bâtiment a été construit par Olympia et York entre 1973 et 1975. Il était destiné à être occupé par des employés du gouvernement fédéral .
Il s'agissait de l'un des derniers complexes de bureaux de cette époque construits par le secteur privé pour le gouvernement fédéral. Le gouvernement a commencé à construire lui-même des complexes gérés par projet à la fin des années 1970, notamment l' édifice CD Howe et la place du portage.
L'Esplanade Laurier a abrité plus de 2 000 fonctionnaires.

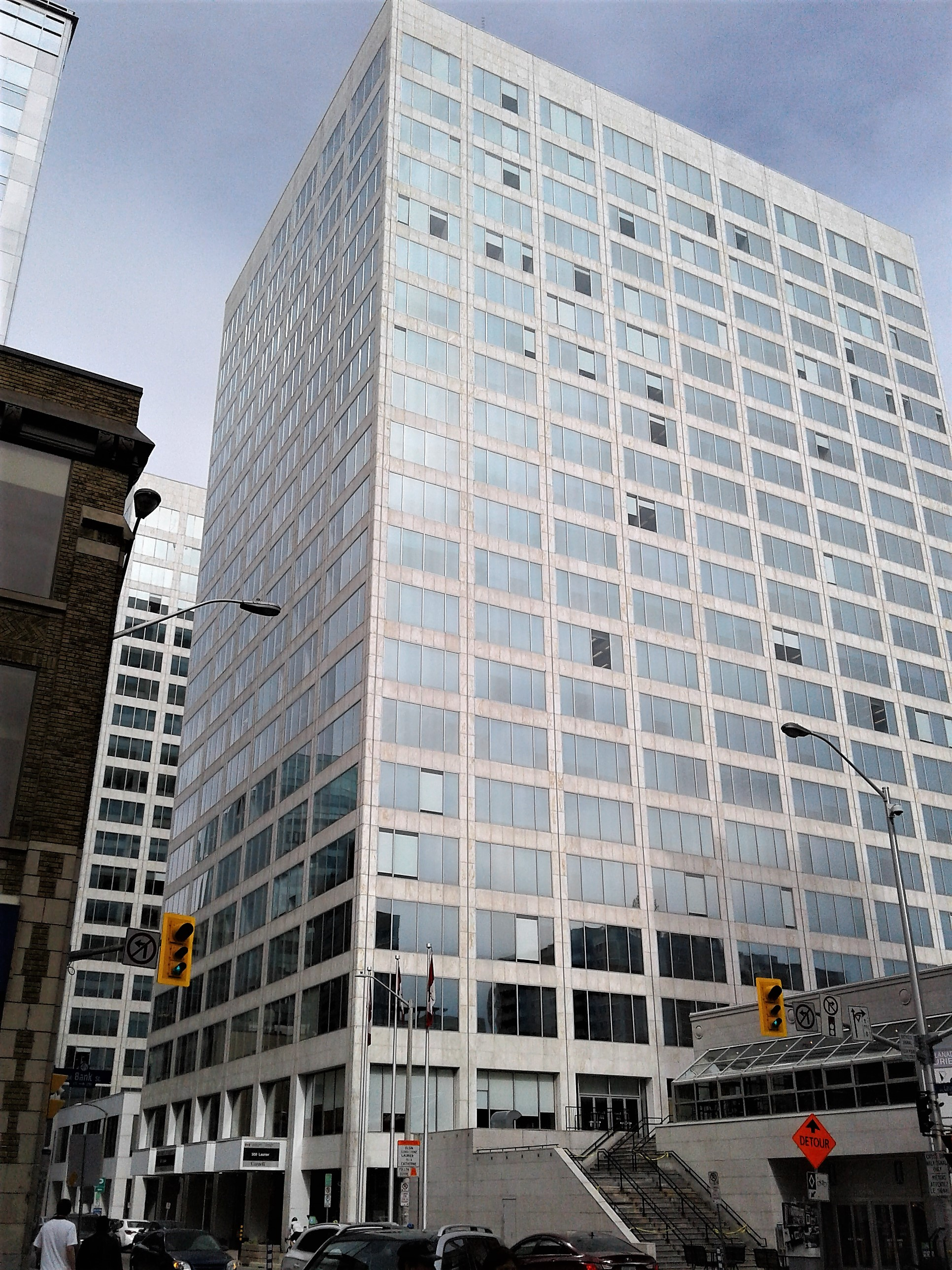
L'esplanade Laurier 1
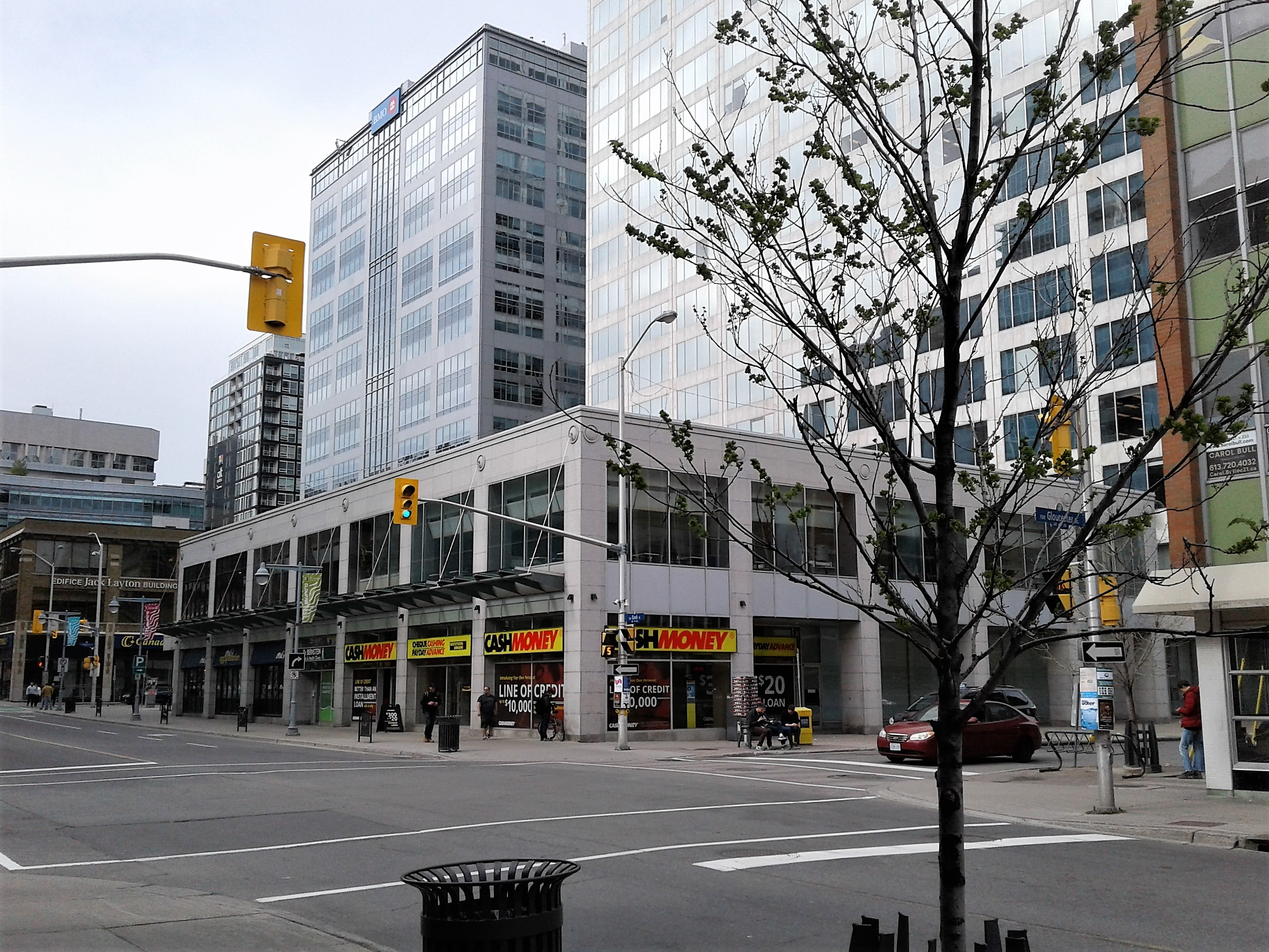
Podium de l'Esplanade Laurier
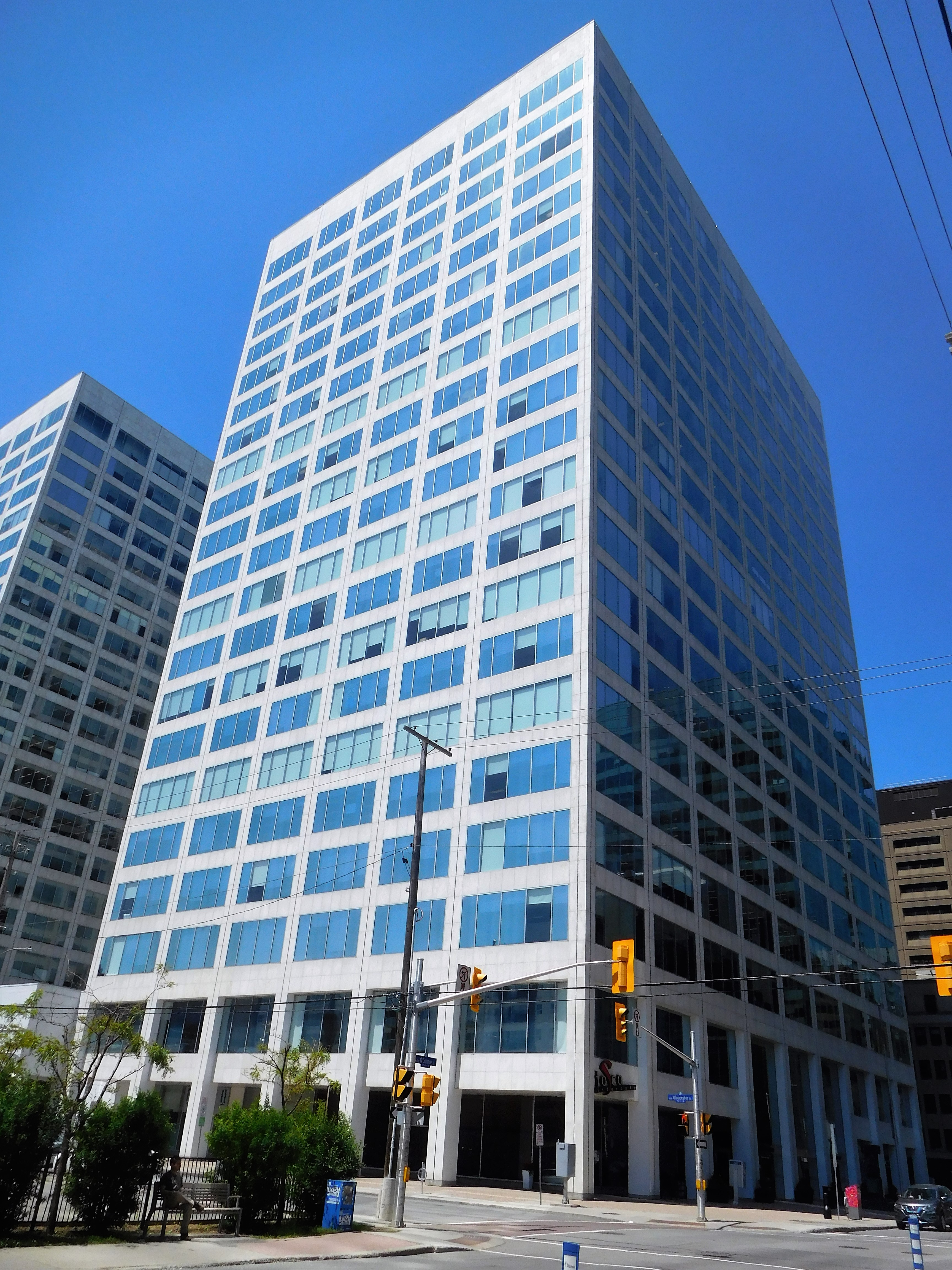
L'esplanade Laurier 2

Au début des années 1990, une plaque de marbre de Carrare est tombée du podium du bâtiment. Par la suite, la plupart des dalles de marbre des niveaux inférieurs du bâtiment ont été enlevées et remplacées par des plaques de plâtre peintes en blanc. Elles sont toujours en place aujourd'hui.
En 2002, le bâtiment a été fermé pendant plusieurs jours après qu'un accident ait fait pénétrer des centaines de litres d' éthylène glycol dans l'approvisionnement en eau. Après avoir complètement vidangé le système, les tours sont revenues en service. En 2020, un luminaire a pris feu, forçant l'évacuation de la tour Est du complexe jusqu'à ce que les pompiers aèrent le lieu.
En 1995, Le développeur du bâtiment l'a vendu au Rosdev Group, une organisation critiquée pour le mauvais entretien de ses bâtiments et sa mauvaise gestion,. En 2010, le gouvernement fédéral a racheté la propriété pour 20 millions de dollars à Rosdev.
Les deux tours font l'objet de rénovations majeures depuis 2018. La plupart des anciens occupants du ministère des Finances et du Secrétariat du Conseil du Trésor ont déménagé dans un nouvel emplacement de l'édifice Flaherty au 90 rue Elgin.
Depuis juin 2019, l'esplanade Laurier offre aux fonctionnaires fédéraux des espaces de cotravail. On y trouve des zones de travail collaboratives, aucun siège d'assignés et des bureaux pour travailler debout ou assis. Les travailleurs apportent leurs ordinateurs et téléphones portables. On n'y trouve aucune imprimante.